# Minamoto

Repräsentatives Familienwappen Sasarindō (笹竜胆, Gentiana scabra var. buergeri)

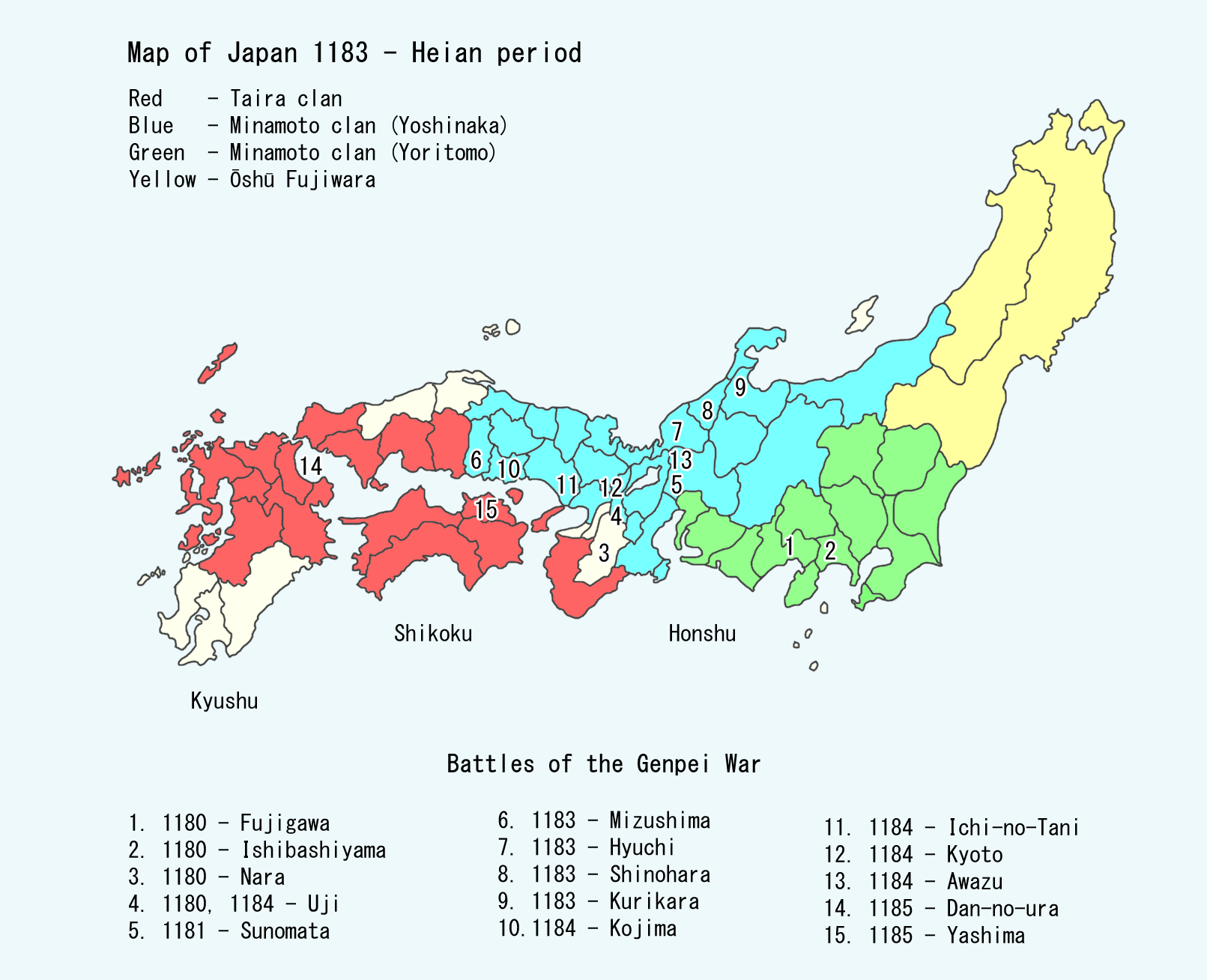
Die Domäne des Minamoto-Clans in Japan (1183)

Der japanische Name Minamoto (jap. 源) war ein Ehrenname, den Tennō in der Heian-Zeit (794–1185) ihren Söhnen und Enkeln verliehen, nachdem diese aus dem Kaiserhaus ausschieden und Untertanen des Tennō wurden.
Um die kaiserliche Erbfolge zu vereinfachen und die Rivalitäten um den Thron in einem erträglichen Rahmen zu halten, wurden Prinzen, die als Thronfolger nicht in Frage kamen oder in der Erbfolge weit hinten standen, mit einem Nachnamen versehen und zu Untertanen des Tennō gemacht. Die Minamoto wie auch ihre Rivalen, die Taira, waren solche Abkömmlinge der kaiserlichen Dynastie.
Der Name Minamoto wurde erstmals vom Saga-tennō vergeben. 814 gab der Tennō seinen nicht erbberechtigten Söhnen den Titel (Kabane) Minamoto no Ason. Damit hörten sie und ihre Nachfahren auf, Mitglieder der Kaiserlichen Familie zu sein. Auch die Tennō Seiwa, Murakami, Uba und Daigo gaben ihren Söhnen den Namen Minamoto.
Diese Erblinien, die von verschiedenen Tennō ausgingen, entwickelten sich jeweils in eigene Clans, die oft als Genji (源氏) bezeichnet werden. Diese Linien werden nach dem Namen des Kaisers, gefolgt durch Genji gekennzeichnet, also Seiwa Genji, Murakami Genji, Uda Genji und Daigo Genji.
Die Minamoto wurden auch als Ganzes als Genji bezeichnet, dies ist nur eine andere Aussprache der Chinesischen Zeichen für Minamoto (gen) und Familie (uji oder ji).
Die Minamoto gehörten zusammen mit den Fujiwara, Taira und Tachibana zu den 4 großen Clans, die die japanische Politik in der Heian-Zeit beherrschten.
Der bekannteste und mächtigste Zweig der Minamoto waren die Seiwa Genji.
Der Protagonist des klassischen japanischen Epos Genji Monogatari, Hikaru Genji, wurde aus politischen Gründen von seinem Vater, dem Tennō, mit dem Namen Minamoto ins Zivilleben und in eine Karriere als kaiserlicher Offizier entlassen.

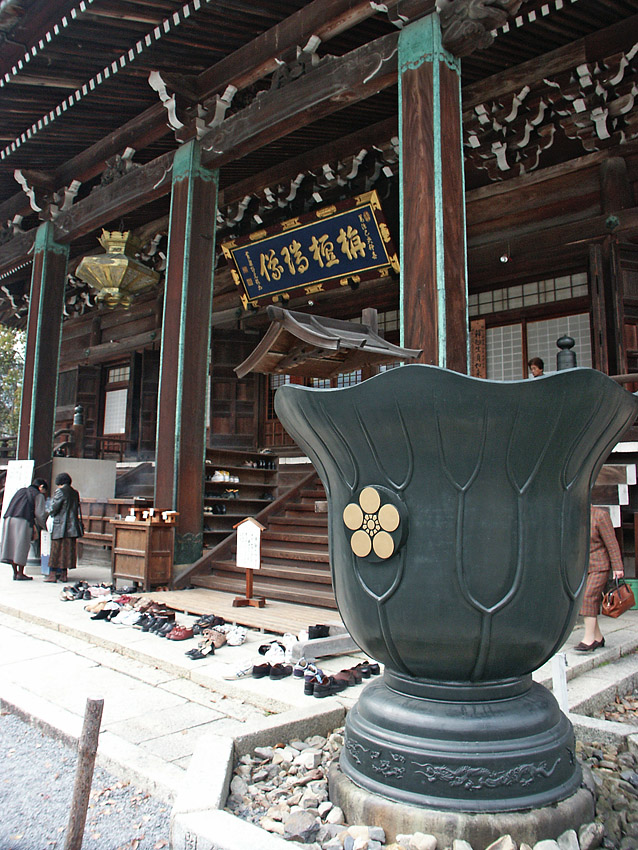
Seiryō-ji in Kyōto war einst die Villa von Minamoto no Tōru († 895), einem wichtigen Mitglied der Saga Genji.

## Wichtige Mitglieder des Minamoto-Clans
- Minamoto no Yoshitomo, Adeliger

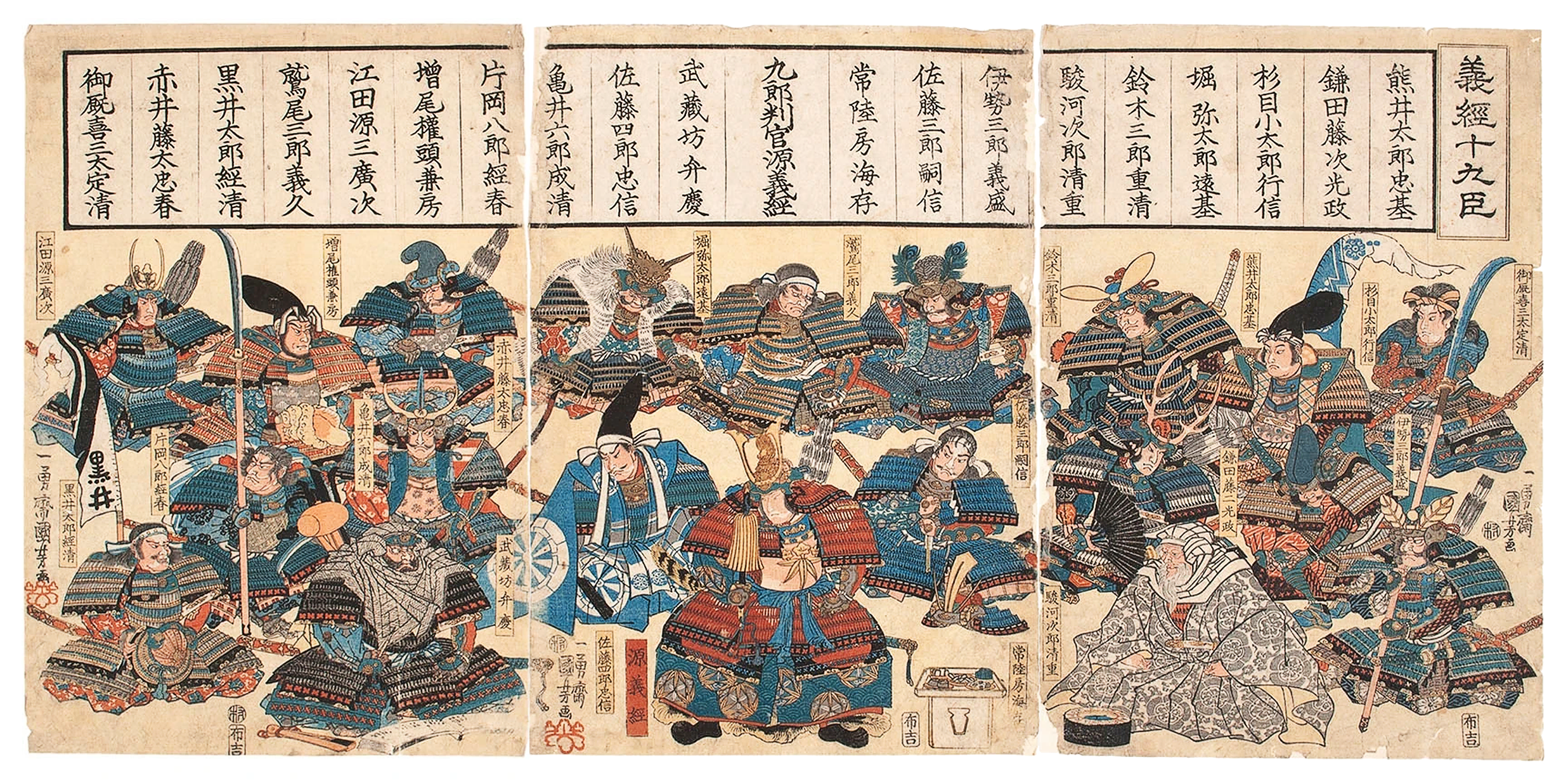
Die Genealogie des Minamoto-Clans, Ukiyo-e von Utagawa Kuniyoshi

  - Minamoto no Yoritomo, Shōgun und dritter Sohn von Minamoto no Yoshitomo
  - Minamoto no Noriyori, General und vierter Sohn von Minamoto no Yoshitomo
  - Minamoto no Yoshitsune, General und fünfter Sohn von Minamoto no Yoshitomo
- Minamoto no Yoshiie, General und Sohn von Minamoto no Yoriyoshi.
- Minamoto no Yoshinaka, General und Enkel von Minamoto no Tameyoshi
- Minamoto no Tōru (822–895), ein Dichter und Staatsmann

## Weitere Personen des Namens
- Minamoto no Michitomo (1171–1227), japanischer Dichter
- Minamoto no Sanetomo (1192–1219), japanischer Shōgun und Dichter
- Minamoto no Shitagō (911–983), japanischer Lexikograph, Dichter und Adliger
- Minamoto no Tametomo (1139–1170), Mitglied der Minamoto in Japan
- Minamoto no Tameyoshi (1096–1156), Oberhaupt der Minamoto
- Minamoto no Toshiyori (1055–1129), japanischer Dichter
- Minamoto no Tsunenobu (1016–1097), japanischer Staatsmann, Dichter und Musiker
- Minamoto no Yoriie (1182–1204), 2. Shogun des Kamakura-Shogunates
- Minamoto no Yorimasa (1106–1180), japanischer Samurai und Führer der Minamoto-Armeen
- Minamoto no Yorimitsu (948–1021), japanischer Adeliger
- Minamoto no Yoshitsune (1159–1189), japanischer Feldherr